# Croix de cimetière de Saint-Loup-de-Varennes
La croix de cimetière de Saint-Loup-de-Varennes est une croix de cimetière située sur le territoire de la commune de Saint-Loup-de-Varennes dans le département français de Saône-et-Loire et la région Bourgogne-Franche-Comté.

## Historique
Située à côté de la tombe de Nicéphore Niépce, inventeur de la photographie, elle fait l'objet d'un classement au titre des monuments historiques depuis le 20 juillet 1908.